# Лисакув-Другий
Лисакув-Другий (пол. Łysaków Drugi) — село в Польщі, у гміні Єнджеюв Єнджейовського повіту Свентокшиського воєводства.
Населення — 339 осіб (2011).
У 1975-1998 роках село належало до Келецького воєводства.

## Демографія
Демографічна структура на день 31 березня 2011 року:
|          | Загалом | Допрацездатний вік | Працездатний вік | Постпрацездатний вік |
| -------- | ------- | ------------------ | ---------------- | -------------------- |
| Чоловіки | 176     | 44                 | 104              | 28                   |
| Жінки    | 163     | 34                 | 92               | 37                   |
| Разом    | 339     | 78                 | 196              | 65                   |